# Minardi M191L
Minardi M191B und Minardi M191L sind die Modellbezeichnungen eines Formel-1-Rennwagens des ehemaligen italienischen Motorsportteams Minardi. Die Fahrzeuge waren Weiterentwicklungen des M191 von 1991 und zugleich Übergangsmodelle, die zu den ersten vier Rennen der Formel-1-Weltmeisterschaft 1992 gemeldet wurden, bevor der weitgehend neu entwickelte Nachfolger M192 einsatzbereit war.

## Hintergrund
Der in Faenza ansässige Rennstall Minardi war 1969 als Scuderia del Passatore gegründet worden. 1972 übernahm Giancarlo Minardi, der Sohn eines wohlhabenden Fiat-Händlers, das Team und führte es, zwischenzeitlich unter der Bezeichnung Suderia Everest, innerhalb weniger Jahre von der Formel Italia über die Formel 3 in die Formel-2-Europameisterschaft, in der es ab 1980 mit selbst konstruierten Rennwagen antrat. Als die FIA 1985 die Formel-2-Europameisterschaft durch die Internationale Formel-3000-Meisterschaft ersetzte, vollzog das mittlerweile als Minardi firmierende Team den Wechsel nicht mit und engagierte sich stattdessen in der Formel 1. Minardi startete 1985 mit selbst konstruierten Rennwagen und Turbomotoren von Motori Moderni, die Carlo Chiti im Auftrag des Teams konstruierte und baute. Das Team erzielte in den ersten Jahren nur geringe Erfolge. Wegen schwacher Finanzierung des Rennstalls und anhaltender Unzuverlässigkeit des Motors gab es bis 1987 keine Weltmeisterschaftspunkte. Die Lage besserte sich durch den Wechsel zu Cosworth-Saugmotoren in der Saison 1988. In diesem Jahr fuhr Minardi den ersten Weltmeisterschaftspunkt ein, 1989 waren es sechs, mit denen Platz 11 der Konstrukteurswertung erreicht wurde. Minardi war damit zu einem Team des Mittelfeldes geworden.
1989 endete die Turbo-Ära der Formel 1. Anders als in den Jahren davor setzten die erfolgreichsten Rennställe mit Einführung der 3,5-Liter-Saugmotor-Formel nicht mehr auf breit verfügbare, standardisierte Kundenmotoren von Cosworth oder anderen Herstellern, sondern gingen exklusive Partnerschaften mit großen Automobilherstellern ein. So bezog McLaren etwa seine Motoren von Honda, Williams hingegen verwendete Triebwerke von Renault. Einige kleinere Team versuchten als Juniorpartner von dieser Entwicklung zu profitieren. Tyrrell etwa wurde kurzzeitig als B-Team mit Honda-Motoren beliefert, und Renault stellte dem französischen Équipe Ligier seine Zehnzylinder zur Verfügung. Im Laufe des Jahres 1990 gelang Giancarlo Minardi ein ähnlicher Schritt: Nachdem die Scuderia Everest bereits in der Formel 2 vereinzelt mit Sechszylindertriebwerken aus Maranello an den Start gegangen war, erhielt Minardi für die Formel-1-Weltmeisterschaft 1991 als erstes reguläres Kundenteam der Formel 1 Motoren der Scuderia Ferrari. Anfänglich waren sie auf dem Stand von 1989 (Tipo 036), später waren es Motoren von 1990 (Tipo 039). Die Ergebnisse blieben allerdings hinter den Erwartungen zurück. Minardi fuhr 1991 nur sechs Weltmeisterschaftspunkte ein und belegte am Ende Platz sieben der Konstrukteursmeisterschaft. Nach nur einem Jahr löste sich die ursprünglich auf drei Jahre angelegte Verbindung wieder auf, unter anderem auch deshalb, weil Minardi die hohen Leasingkosten für die Ferrari-Motoren nicht ein weiteres Jahr finanzieren konnte. Ferrari belieferte daraufhin im Folgejahr stattdessen Minardis Konkurrenzteam BMS Scuderia Italia.
Minardi ging daraufhin 1992 mit Kundenmotoren von Lamborghini Engineering an den Start. Das ursprünglich mit Chrysler-Mitteln gegründete Unternehmen hatte nur indirekte Verbindungen zu dem Sportwagenhersteller Lamborghini, nutzte aber dessen Namen, der zu dieser Zeit ebenfalls dem Chrysler-Konzern gehörte. Lamborghinis Zwölfzylindermotor, der von Mauro Forghieri entwickelt worden war, hatte 1989 bei Larrousse debütiert und stand 1992 diesem Team, das inzwischen als Venturi Larrousse gemeldet war, weiterhin zur Verfügung. Für den Lamborghini-Motor entwickelte Minardi ein neues Auto, das die Bezeichnung M192 trug. Der Wagen war allerdings zu Beginn der Saison 1992 noch nicht einsatzbereit. Für die ersten Rennen des Jahres baute Minardi deshalb die letztjährigen, eigentlich für Ferrari-Motoren konzipierten Fahrzeuge vom Typ M191 um. Die alten, an den Lamborghini-Motor angepassten Chassis erhielten die Bezeichnungen M191B und M191L.

## Nomenklatur
Minardi verwendete für das Interimsmodell alternativ die Bezeichnungen M191B und M191L. Die unterschiedlichen Buchstabenzusätze waren keine Hinweise auf technische Eigenständigkeiten; die Autos waren vielmehr weitestgehend gleich. Zunächst baute Minardi die letzten beiden 1991 hergestellten Chassis vom Typ 191 auf Lamborghini-Technik um. Sie trugen die Bezeichnungen M191B/5 und M191B/6. Zwei etwas später entstandene Fahrzeuge erhielten die Bezeichnungen M191L/2 und M191L/3, wobei das „L“ auf Lamborghini Bezug nahm. Denkbar, wenn auch nicht belegt, ist allerdings ebenso, dass der M191/5, der nur einmal in Erscheinung trat, nachträglich in M191L/3 umbenannt wurde.

## Technik

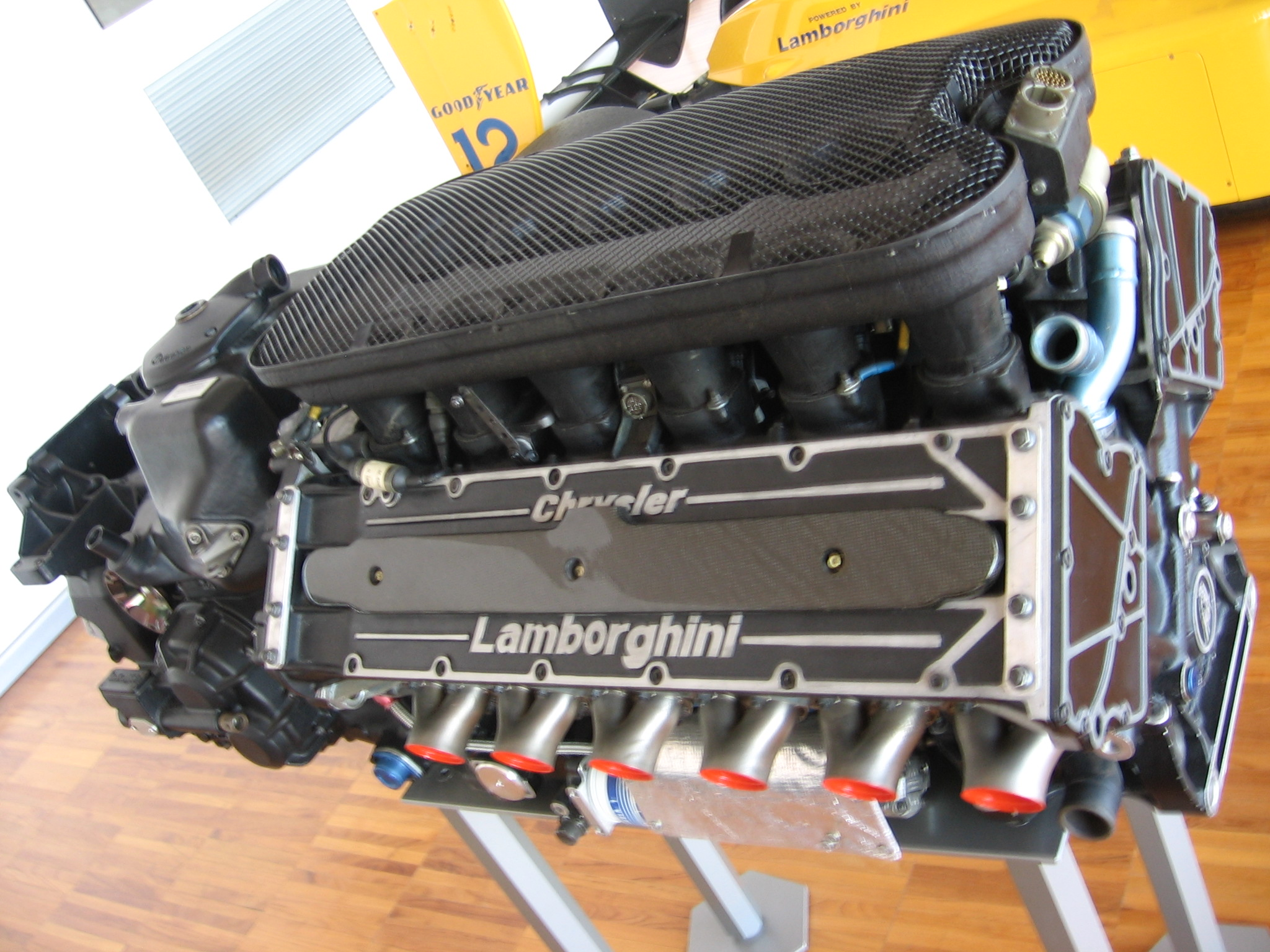
Lamborghini Tipo 3512

Die M191B und M191L hatten Monocoques, die aus kohlenstofffaserverstärktem Kunststoff gefertigt waren. Sie glichen dem Chassis des M191 von 1991. Auch die Aufhängung war unverändert. Vorn und hinten wurden jeweils Doppelquerlenker und innenliegende, über Schubstangen betätigte Feder-Dämpfer-Einheiten eingebaut, die Dämpfer kamen von Koni. Wie alle anderen Teams verwendete Minardi in diesem Jahr Reifen von Goodyear.
Die M191B und M191L wurden vom Zwölfzylinder-V-Motor Lamborghini 3512 angetrieben. Der Motor hatte einen Bankwinkel von 80 Grad. Der Hubraum betrug 3494 cm³. Jede Zylinderreihe hatte zwei obenliegende Nockenwellen, die über Zahnräder angetrieben wurden. Für jeden Zylinder gab es zwei Ein- und zwei Auslassventile. Die Einspritzanlage und die Zündung bezog Lamborghini von Bosch. Die Motorleistung wurde auf 655 PS geschätzt. Sie lag etwa 10 PS über den Achtzylindermotoren von Ford Cosworth und nahezu 50 PS unter denen des Ferrarimotors.
Das quer liegende Sechsganggetriebe übernahm Minardi von Lamborghini Engineering. Tatsächlich war es im Wesentlichen die Konstruktion, die Larrousse bereits 1989 für den Lamborghini-Motor entwickelt und später aus Geldnot an Lamborghini verkauft hatte. Parallel dazu begann Minardi, ein halbautomatisches Getriebe zu entwickeln; das Projekt wurde letzten Endes allerdings nicht verwirklicht.

## Fahrer und Chassis
Minardi trat 1992 erneut mit Gianni Morbidelli als Fahrer an. Das zweite Chassis ging an den brasilianischen Debütanten Christian Fittipaldi, der den zur Scuderia Italia gewechselten Pierluigi Martini ersetzte. Beide Fahrer bestritten vier Rennen mit den M191B bzw. M191L. Bei zwei weiteren Rennen wurde ein M191L als Ersatzfahrzeug gemeldet.
| Grand Prix | M191B/5     | M191B/6           | M191/L2              | M191/L3              |
| ---------- | ----------- | ----------------- | -------------------- | -------------------- |
| Südafrika  | Ersatzwagen | Gianni Morbidelli | Christian Fittipaldi |                      |
| Mexiko     |             | Gianni Morbidelli | Christian Fittipaldi | Ersatzwagen          |
| Brasilien  |             | Gianni Morbidelli | Christian Fittipaldi | Ersatzwagen          |
| Spanien    |             | Gianni Morbidelli | Ersatzwagen          | Christian Fittipaldi |
| San Marino |             |                   |                      | Ersatzwagen          |
| Monaco     |             |                   |                      | Ersatzwagen          |

## Renneinsätze

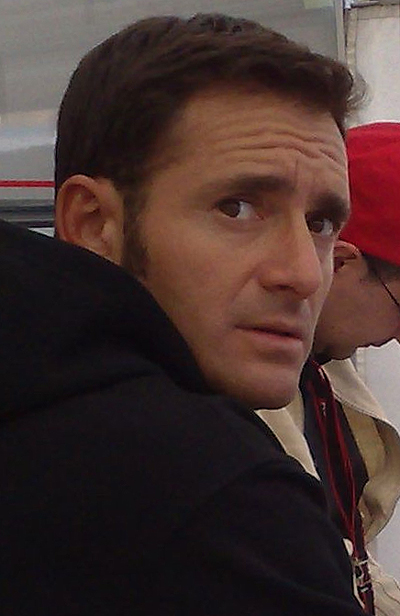
1992 im dritten Jahr bei Minardi: Gianni Morbidelli

Wie in der zurückliegenden Saison war Minardi auch 1992 von der Vorqualifikation befreit. Fittipaldi und Morbidelli gelang bei allen Großen Preisen, für die der M191B bzw. M191L gemeldet war, die Qualifikation. Allerdings schaffte jeder Fahrer nur einmal eine Zielankunft; Weltmeisterschaftspunkte erzielte Minardi mit dem M191B bzw. M191L nicht.
Beim Auftaktrennen der Saison 1992 in Südafrika standen beide Minardis in der 10. Startreihe: Morbidelli belegte Startplatz 19, Fittipaldi Platz 20. Vor ihnen startete Ukyō Katayama im identisch motorisierten Venturi LC92 von Larrousse, während sich sein Teamkollege JJ Lehto für Platz 24 qualifiziert hatte. Im Rennen fielen beide Minardi-Piloten aus: An Fittipaldis Auto kam es nach 43 Runden zu einem Elektrikdefekt, während Morbidelli, der bereits in den Trainingssitzungen zwei Motorenschäden erlitten hatte, nach 55 Runden mit defektem Motor aufgeben musste. Auch in Mexiko kam es zu einem Doppelausfall: Beide Fahrer kamen nach Fahrfehlern in der dritten (Fittipaldi) bzw. 30. Runde von der Strecke ab. Beim dritten Saisonrennen in Brasilien verzeichnete Minardi die erste Zielankunft eines M191B: Morbidelli, der von Platz 23 aus ins Rennen gegangen war, kam mit zwei Runden Rückstand auf den Sieger Nigel Mansell (Williams) als Siebter ins Ziel. Er lag damit vor den beiden Venturi-Larrousse-Piloten, die die Plätze acht und neun belegten. Fittipaldi war bei seinem Heimrennen nach 54 Runden wegen eines Getriebeschadens ausgefallen. Der Große Preis von Spanien war das letzte Rennen für die M191B bzw. M191L. Fittipaldi qualifizierte sich auf dem Circuit de Catalunya für den 22., Morbidelli für den 25. Startplatz. Morbidelli gab nach 26 Runden wegen Handlingproblemen auf, während Fittipaldi mit vier Runden Rückstand als Elfter ins Ziel kam.
Ab dem anschließenden Rennen in Imola fuhren beide Minardi-Piloten den neuen M192.

## Ergebnisse
| Fahrer                          | Nr.                             | 1   | 2   | 3   | 4   | 5 | 6 | 7 | 8 | 9 | 10 | 11 | 12 | 13 | 14 | 15 | 16 | Punkte | Rang |
| ------------------------------- | ------------------------------- | --- | --- | --- | --- | - | - | - | - | - | -- | -- | -- | -- | -- | -- | -- | ------ | ---- |
| Formel-1-Weltmeisterschaft 1992 | Formel-1-Weltmeisterschaft 1992 |     |     |     |     |   |   |   |   |   |    |    |    |    |    |    |    | 0 (1)  | 12.  |
| C. Fittipaldi                   | 23                              | DNF | DNF | DNF | 11  |   |   |   |   |   |    |    |    |    |    |    |    | 0 (1)  | 12.  |
| G. Morbidelli                   | 24                              | DNF | DNF | 7   | DNF |   |   |   |   |   |    |    |    |    |    |    |    | 0 (1)  | 12.  |